# Meng Mingkuan
Meng Mingkuan (25 de septiembre de 2000) es un deportista chino que compite en taekwondo.
Ganó una medalla de plata en el Campeonato Mundial de Taekwondo de 2022 y una medalla de bronce en el Campeonato Asiático de Taekwondo de 2024, ambas en la categoría de –87 kg.

## Palmarés internacional
| Campeonato Mundial  | Campeonato Mundial   | Campeonato Mundial | Campeonato Mundial |
| Año                 | Lugar                | Medalla            | Categoría          |
| ------------------- | -------------------- | ------------------ | ------------------ |
| 2022                | Guadalajara (México) | Medalla de plata   | –87 kg             |
| Campeonato Asiático |                      |                    |                    |
| Año                 | Lugar                | Medalla            | Categoría          |
| 2024                | Đà Nẵng (Vietnam)    | Medalla de bronce  | –87 kg             |